# Адалберт Победител
Адалберт I Победител (на немски: Adalbert der Siegreiche; * 985; † 26 май 1055, Мелк) от род Бабенберги, е 3-ти маркграф на Остаричи (Маркграфство Австрия, Marcha orientalis) от 1018 до 1055 година.

## Живот
Адалберт е син на Леополд I († 994), първият маркграф на Австрия, и Рихарда от Суалафелдгау († 994) от фамилията Ернсте.
От 1010 г. Адалберт е граф в Швайнахгау и Кюнцигау в Долна Бавария. След смъртта на неговия по-голям брат 2-ри маркграф Хайнрих Силния през 1018 г., Адалберт става негов наследник като маркграф на австрийската марка.
Адалберт печели прозвището си Победител, като разширява източната граница на баварската Marcha Orientalis до реките Морава и Лайта, и помага на крал Хайнрих III във войната с Унгария и Бохемия. Той живее в долноавстрийския Бабенбергски замък Мелк, където по-късно е създадено Абатство Мелк.

## Фамилия
Адалберт е женен за Глизмод, сестра на епископ Майнверк от Падерборн, а след това за Фровила, дъщеря на дожа Отоне Орсеоло, и така става зет на унгарския крал Петер Орсеоло. Има син:
- Ернст (* 1027, † 10 юни 1075), първороден син и 4-ти маркграф на Австрия.